# Кирххајм (Доња Франконија)
Кирххајм (њем. Kirchheim) град је у њемачкој савезној држави Баварска. Једно је од 52 општинска средишта округа Вирцбург. Према процјени из 2010. у граду је живјело 2.239 становника. Посједује регионалну шифру (AGS) 9679153.

## Географски и демографски подаци
Кирххајм се налази у савезној држави Баварска у округу Вирцбург. Град се налази на надморској висини од 277 метара. Површина општине износи 19,0 km². У самом граду је, према процјени из 2010. године, живјело 2.239 становника. Просјечна густина становништва износи 118 становника/km².